# Флаг городского округа Егорьевск
Флаг городского округа Егорьевск Московской области Российской Федерации — опознавательно-правовой знак, составленный и употребляемый в соответствии с вексиллологическими правилами, служащий символом муниципального образования, единства его территории, населения, прав и самоуправления.
Ныне действующий флаг утверждён 3 декабря 1998 года, как флаг муниципального района «Егорьевский район» (после муниципальной реформы 2006 года — Егорьевский муниципальный район), и внесён в Государственный геральдический регистр Российской Федерации с присвоением регистрационного номера 410.
Законом Московской области от 26 октября 2015 года № 177/2015-ОЗ, все муниципальные образования Егорьевского муниципального района — городские поселения Егорьевск и Рязановский; сельские поселения Раменское, Саввинское и Юрцово — были преобразованы, путём их объединения, в городской округ Егорьевск.
Решением Совета депутатов городского округа Егорьевск от 20 апреля 2016 года № 498/46 данный флаг был утверждён официальным символом городского округа Егорьевск.
Автор флага — Константин Фёдорович Мочёнов, художник — Роберт Иванович Маланичев.

## Описание
16 июля 1998 года, решением Совета депутатов Егорьевского района № 190/31, был утверждён первый флаг Егорьевского района:

Флаг Егорьевского района представляет собой двухцветное полотнище, рассечённое на три части: по краям по 1/5 золотого (жёлтого) цвета, и 3/5 в центре ставленого (красного) цвета в котором выходящая из серебряного (белого) облака рука лазоревой (голубой) одежде с золотым (жёлтым) копьём, поражающая золотого (жёлтого) змия с крыльями.
Отношение длины полотнища к ширине 3:2.

3 декабря 1998 года, решением Совета депутатов Егорьевского района № 226/36, в соответствии с рекомендациями Государственной герольдии при Президенте Российской Федерации, были изменены описание и рисунок флага района:

Флаг Егорьевского района представляет собой алое полотнище с отношением ширины к длине 2:3, несущее изображение фигур герба района и вдоль узких сторон — жёлтые полосы, каждая в 1/6 флага.
20 апреля 2016 года, решением Совета депутатов городского округа Егорьевск от 20 апреля 2016 года № 498/46, утверждено описание флага городского округа Егорьевск:

Флаг городского округа Егорьевск представляет собой алое полотнище с отношением ширины к длине 2:3, несущее изображение фигур герба городского округа и вдоль узких сторон — жёлтые полосы, каждая в 1/6 флага.

## Обоснование символики
Флаг разработан на основе герба городского округа Егорьевск.
История города Егорьевска насчитывает несколько столетий. Место, известное первоначально как село Высокое, впервые упоминается в духовной грамоте Великого князя Ивана Калиты в 1328 году. Статус уездного города Егорьевск получил в 1778 году по реформе императрицы Екатерины Великой, а 29 марта (9 апреля) 1779 года был Высочайше утвержден герб города, описание которого гласит: «В 1-й части щита, в золотом поле, часть из герба Рязанского: серебряной меч и ножны, положенные на крест, над ними зелёная шапка, какова на Князе в Наместническом гербе. Во 2-й части щита, в красном поле, выходящею из облак, рукою Святого Великомученика Георгия, пронзенный змий».
Использование композиции исторического герба с выходящей из облаков рукою Святого Великомученика Георгия (Егория), пронзающей копьём змия, говорящего о названии города, символизирует преемственность поколений, неразрывность традиций; показывает бережное отношение местных жителей к своему прошлому и культурному наследию.
Жёлтый цвет (золото) — символ богатства, стабильности, уважения, интеллекта.
Белый цвет (серебро) — символ чистоты, совершенства, мира и взаимопонимания.
Красный цвет — символ мужества, труда, силы, красоты и праздника.

## См. также

Флаги муниципальных образований Егорьевского муниципального района
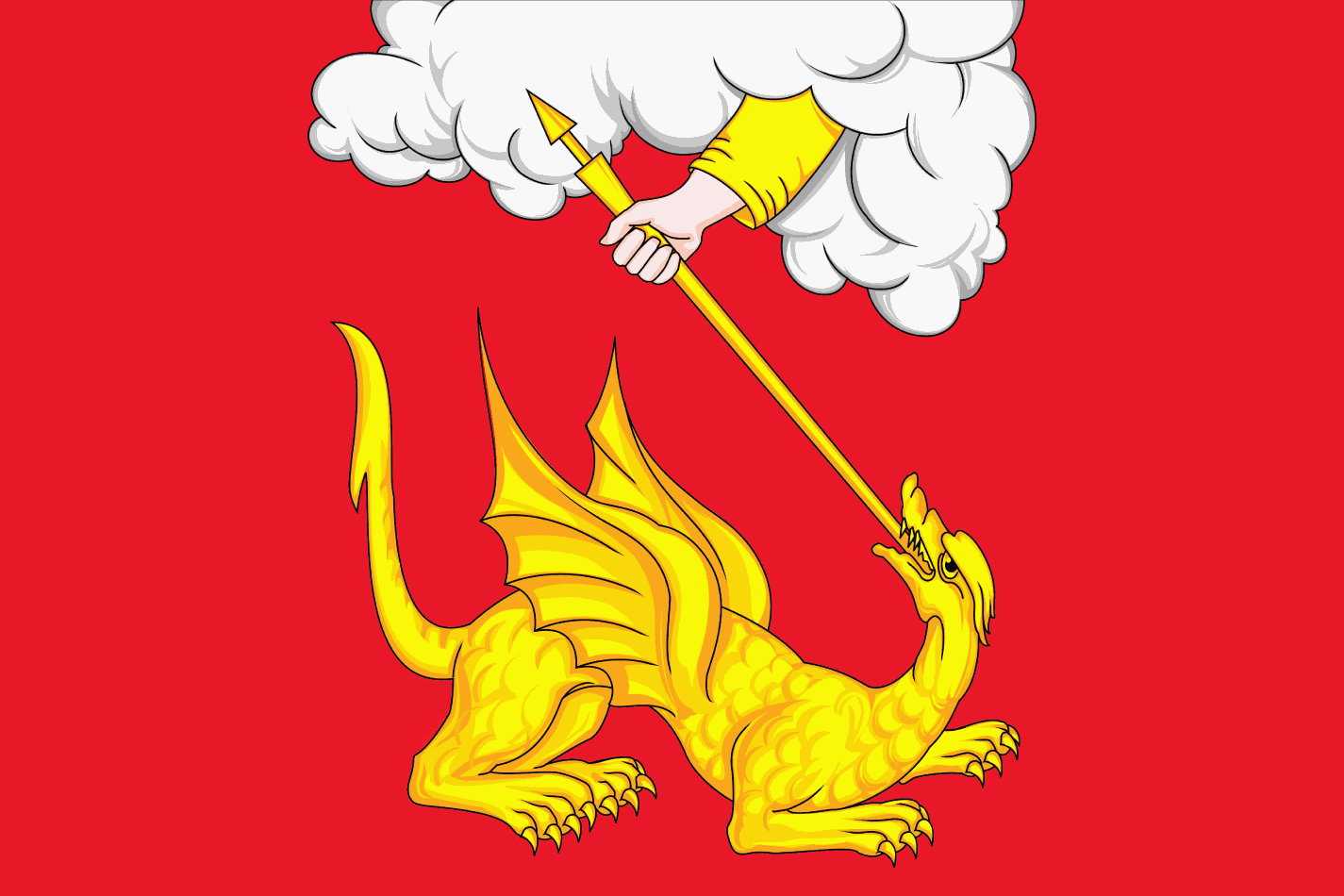
Флаг городского поселения Егорьевск
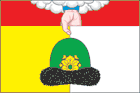
Флаг городского поселения Рязановский
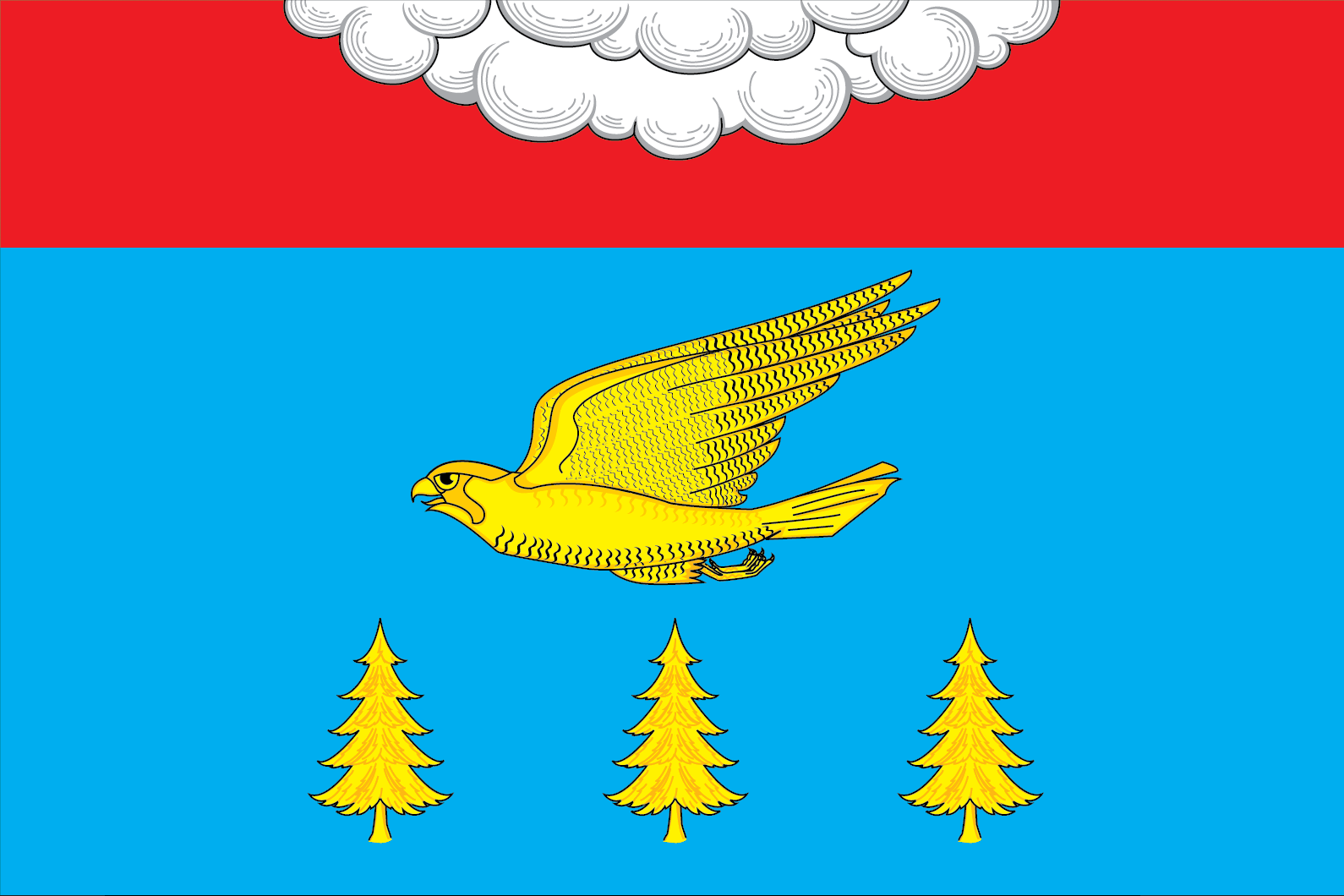
Флаг сельского поселения Раменское
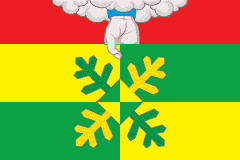
Флаг сельского поселения Саввинское
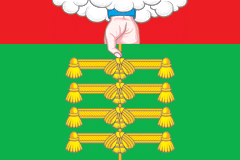
Флаг сельского поселения Юрцовское